# Zeche Prinz Regent
Die Zeche Prinz Regent war ein Steinkohlebergwerk in Bochum.

## Früher Bergbau
Die Zeche geht zurück auf die drei Stollenzechen Alter Mann, Bonifacius und Backwinkler Erbstollen.
- Die Zeche Backwinkler Erbstollen wurde zwischen 1782 und 1797 angelegt. In früherer Zeit war bereits mit einem Oberstollen Kohle abgebaut worden.
- Die Zeche Alter Mann wurde 1766 gemutet.
- Die Zeche Bonifacius wurde 1772 verliehen.
- 1862 wurde ein noch nicht abgebautes Flöz unter dem Namen Prinz-Regent verliehen. Das Grubenfeld wurde nach dem Prinzregenten von Preußen benannt.

## Tiefbau
1869 beschlossen die vier Gewerkschaften die Vereinigung, um gemeinsam den Tiefbau zu betreiben. Das konsolidierte Bergwerk erhielt den Namen Prinz Regent.
Im Jahre 1870 wurde mit dem Abteufen des Schachtes Prinz Regent I, der 1873 die Förderung aufnahm, begonnen. Bereits 1871 wurde die Anschlussbahn zur Strecke Dahlhausen – Laer der Bergisch-Märkischen Eisenbahn-Gesellschaft (BME) in Betrieb genommen. Am 10. Oktober 1883 folgte die Inbetriebnahme der Anschlussbahn zum Bahnhof Bochum-Weitmar der BME.
In der Nähe der Schachtanlage waren damals nur Felder. Um die Bergleute unterzubringen, wurden 1874 zehn Vierfamilienhäuser fertiggestellt.
Ab 1890 gehörte die Zeche der Aktiengesellschaft Zeche Dannenbaum, ab 1899 der Aktiengesellschaft für Eisen- und Kohlenindustrie Differdingen-Dannenbaum, ab 1901 der Deutsch-Luxemburgischen Bergwerks- und Hütten-AG, 1926 kam sie zur Vereinigte Stahlwerke AG, 1934 zur neu gegründeten Gelsenkirchener Bergwerks-AG und nach dem Zweiten Weltkrieg zur Bochumer Bergbau AG.
Zur Zeit der französischen Ruhrbesetzung wurde am 17. Februar 1923 auf der Zeche einem Tumult der jugendliche Arbeiter Erhard Sieghardt erschossen. Er wurde auf dem Friedhof Altenbochum in einem städtischen Ehrengrab beigesetzt. Hierbei handelt es sich um eins von drei erhaltenen Gräbern von den neun getöteten Bochumer aus der Zeit von 1923 bis 1925.
Bereits um 1958 begann auch in Bochum die Kohlekrise mit Feierschichten auf den Bergwerken und dem Anlegen von Kohlehalden sichtbar zu werden. Die ungünstige Lagerung der Flöze im Bochumer Raum stand einer stärkeren Mechanisierung im Wege. Mit der Zeche Prinz-Regent wurde im Februar 1960 das erste Großbergwerk in Bochum, und eines der ersten im Ruhrgebiet,  geschlossen.
Das noch in Bau befindliche Kraftwerk Springorum sollte eigentlich mit Kohlen der direkt benachbarte Zeche Prinz Regent beliefern werden. Daher wurde es von der Betriebsaufnahme im Mai 1961 bis 1985 per Bahn mit Kohle aus Essener Zechen versorgt.

## Gegenwart
Die Anlage wird heute vielseitig genutzt, unter anderem befinden sich hier seit 1981 in der alten Schlosserei die zum Konzertveranstaltungsclub umgebaute Zeche Bochum mit Diskothek sowie das Prinzregenttheater und Probebühnen des Bochumer Schauspielhauses. Außerdem wurde es, bis zur Eröffnung des Anneliese Brost Musikforums Ruhr, für Proben der Bochumer Symphoniker genutzt.
Hinter dem Parkplatz befindet sich ein Teilstück des Hasenwinkeler Kohlenwegs, einer ehemaligen Eisenbahnlinie für den Güterverkehr. Der 1915 auf der Zeche Prinz Regent errichtete Teleskopgasbehälter wurde bereits 1920 zum Duisburger Hüttenwerk Meiderich umgesetzt. Dort steht er heute noch und wird als Tauchbecken genutzt.
1905 wurde neben der Zeche ein Kohlekraftwerk, das Kraftwerk Bochum, gebaut. Es wurde in den 1970er zum Gaskraftwerk umgebaut und war bis 2018 in Betrieb. Im Jahr 2023 wurde der markante Schornstein gesprengt.
Die Zeche und das Kraftwerk sind seit 2021 ein Teil der Themenroute Bochum bei der Route der Industriekultur.